# Håckåbergstjärnen
Håckåbergstjärnen är en sjö i Malung-Sälens kommun i Dalarna och ingår i Dalälvens huvudavrinningsområde. Vid provfiske har abborre och öring fångats i sjön.